# Klas Östergren
Klas Östergren (Stoccolma, 20 febbraio 1955) è uno scrittore, sceneggiatore e traduttore svedese.
Apprezzato dalla critica e dal pubblico, più volte premiato sia per la produzione letteraria che per l'opera di sceneggiatore, è senza dubbio una delle figure più in vista nel panorama culturale svedese. A lui è stato corrisposto il Gran Premio dei Nove (De Nios Stora Pris) nell'anno 2005, uno dei riconoscimenti più ambiti, assegnato dalla Società dei Nove (Samfundet De Nio).
Dal 20 dicembre 2014 fino al 2018 ha preso posto al seggio numero 11 dell'Accademia Svedese.

## Opere
- 1975, Attila;
- 1977, Ismaele (Ismael)
- 1978, I fantasmi (Fantomerna)
- 1980, Gentlemen
- 1981, Il pozzo dei giganti (Giganternas brunn)
- 1983, ... (Slangbella)
- 1983, Cavalieri poveri e grandi svedesi (Fattiga riddare och stora svenskar)
- 1986, Il trionfo della speranza (Hoppets triumf)
- 1986, Cerotti (Plåster)
- 1988, Ancore (Ankare)
- 1988, Dammi un po' di soda. Un'opera buffa (Ge mig lite sodavatten. En opera buffa)
- 1981, Commercianti e partigiani (Handelsmän och Partisaner)
- 1994, A settembre inoltrato (Under i September)
- 1996, Veranda per un tenore (Veranda för en tenor)
- 1997, Con gli Stivali. E altri racconti (Med stövlarna på och andra berättelser)
- 2001, ... (Konterfej)
- 2001, Tre romanzi (Tre romaner)
- 2002, Tre ritratti (Tre porträtt)
- 2005, Gangsters
- 2009, ... (Den sista cigaretten)

## Riconoscimenti
- 1999 - Guldbagge
  - Candidatura a migliore sceneggiatura per Veranda för en tenor